# 삼성 갤럭시 북 오디세이

## 디자인
| 갤럭시 북 |             |
| 색상      | 이름        |
|           | 미스틱 블랙 |

## 출시
2022년 4월 출시를 했다.
국내 출시를 할 때 사양이 '오디세이'라는 게이밍 브랜드를 넣기에는 아니어서 '갤럭시 북'으로 출시를 했다.

국내 : NT761XDZ-G78A / 갤럭시 북
해외 : NT762XDZ-xxxxx / 갤럭시 북 오디세이

## 같이 보기
- 삼성 갤럭시 북 시리즈